# Hamr (okres Jindřichův Hradec)
Hamr (německy Hammerdorf) je obec v okrese Jindřichův Hradec v Jihočeském kraji. Žije v něm 345 obyvatel. K obci náleží osada Kosky.

## Historie
První písemná zmínka o vesnici pochází z roku 1549. Na počátku třicetileté války se zde doloval hnědel hlinitý, který obsahoval 30 % železa. Vznikala zde huť s hamrem, která potřebovala palivo. Proto se v okolních lesích pálilo dřevěné uhlí. Během třicetileté války obyvatelé vesnice trpěli bídou a nemocemi. Výroba skončila a opět se rozběhla až na konci 18. století. V roce 1871 huť zanikla, protože místní ložisko hnědelu bylo vyčerpáno a železná ruda se musela dovážet.
V roce 1813 zde byla založena škola, která byla později zrušena. Dne 12. ledna 1896 byl v Hamru založen sbor dobrovolných hasičů; jedním ze zakládajících členů byl František Ferdinand d'Este, majitel blízkého zámku Chlum u Třeboně.
V první polovině 20. století zde žilo asi 500 obyvatel.

## Přírodní poměry
Podél jihozápadní hranice katastrálního území protéká řeka Lužnice, jejíž niva je zde chráněna jako přírodní rezervace Na Ivance. Nachází se zde známý jez Pilař a začátek Zlaté stoky.
Severozápadně od vesnice leží národní přírodní památka Vizír.
Severně od Hamru je soustava velkých rybníků – Humlenský, Podsedek, Starý Hospodář, Výtopa, Staré Jezero, Nové Jezero, Starý Kanclíř, Nový Kanclíř.

## Obyvatelstvo
| Rok            | 1869 | 1880 | 1890 | 1900 | 1910 | 1921 | 1930 | 1950 | 1961 | 1970 | 1980 | 1991 | 2001 | 2011 | 2021 |
| -------------- | ---- | ---- | ---- | ---- | ---- | ---- | ---- | ---- | ---- | ---- | ---- | ---- | ---- | ---- | ---- |
| Počet obyvatel | 581  | 567  | 528  | 600  | 573  | 535  | 543  | 403  | 349  | 336  | 339  | 347  | 373  | 348  | 347  |
| Počet domů     | 66   | 70   | 65   | 68   | 79   | 82   | 94   | 114  | 100  | 108  | 106  | 133  | 140  | 154  | 159  |

## Obecní správa
Mezi lety 1850–1979 byl Hamr obcí v okrese Třeboň (1850–1950) a později v okrese Jindřichův Hradec. Od 1. ledna 1980 do 23. listopadu 1990 patřil jako část městyse k Chlumu u Třeboně a od 24. listopadu 1990 je opět samostatnou obcí.

### Obecní symboly
Znak a vlajka byly obci uděleny rozhodnutím předsedy Poslanecké sněmovny Parlamentu České republiky dne 6. června 2017.

## Pamětihodnosti
- Výklenková kaplička
- Venkovská usedlost čp. 9
- Národní kulturní památka Rožmberská rybniční soustava[10]

## Galerie

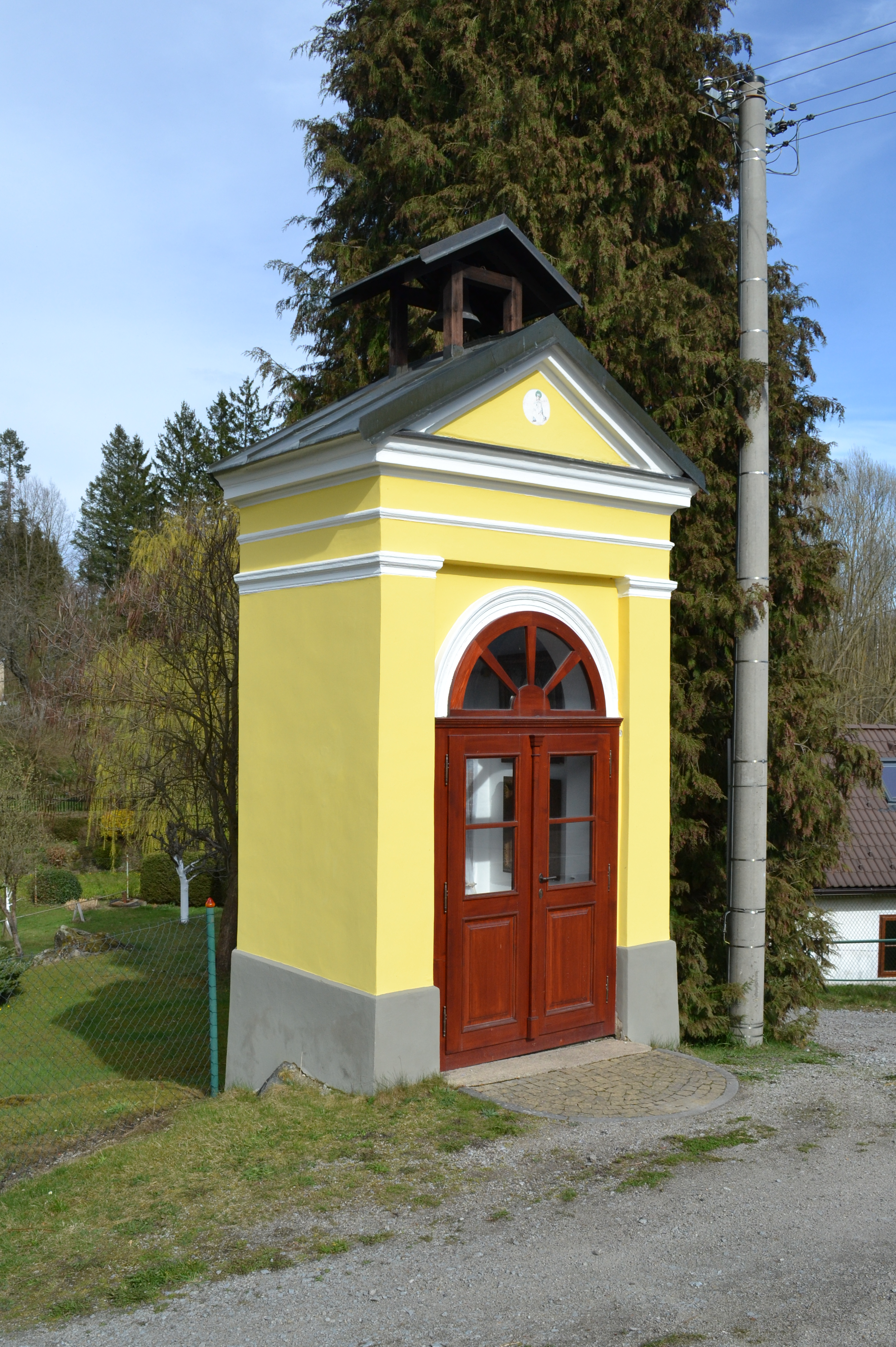
Výklenková kaplička
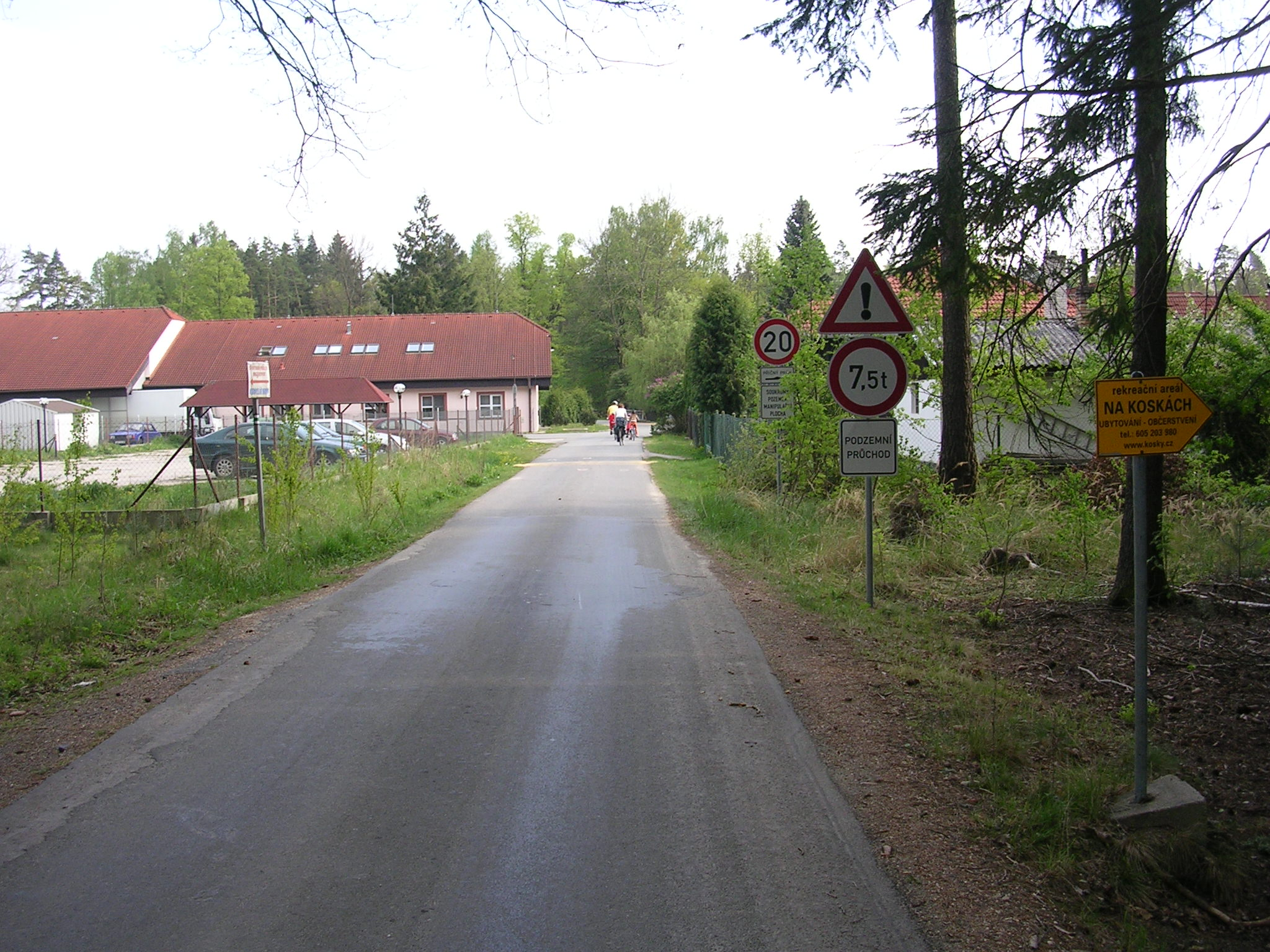
Kosky